# Негроне, Джамбаттиста
Джованни Баттиста Негроне (итал. Giovanni Battista Negrone; Генуя,1714 — Генуя, 1771) — дож Генуэзской республики.

## Биография
Родился в Генуе в 1714 году, старший сын Амброджо Негроне. В юности посещал различные школы и университеты Милана, Рима и Пизы. В университете Пизы сотрудничал со многими знатными генуэзцами, под началом Джованни Гуальберто де Сории занимался изучением планом восстановления конституционных структур Республики Генуя после войны за австрийское наследство.
Жил в Пизе до 1754 года,периодически отлучаясь в семейное поместье в Монферрато и Геную. Вернувшись в Геную, был назначен заместителем главы магистрата, отвечающего за новые крепости, и уполномоченным по военному налогообложению. В 1756 году вернулся в магистрат укреплений. Позже служил в магистрате Корсики, дважды избирался сенатором Республики,
Был избран дожем 16 февраля 1769 года, 170-м в истории Генуи. 268 голосами членов Большого Совета из 355. Коронация состоялась в соборе Сан-Лоренцо 11 июня. Во время его правления произошло закрытие тайной тюрьмы с ее последующим сносом, отмена пыток (несмотря на оппозицию со стороны членом Синдикатория - органа, оценивавшего эффективность работы дожей).
В начале 1771 года дож заболел, и 26 января, после причастия, умер в присутствии нескольких священников и его личного духовника. Тело дожа было похоронено в храме Мадонна-дель-Монте.
Был женат с 14 января 1739 года на Анне Марии Дураццо, от которой имел дочь Марию.